# Syco Keramik

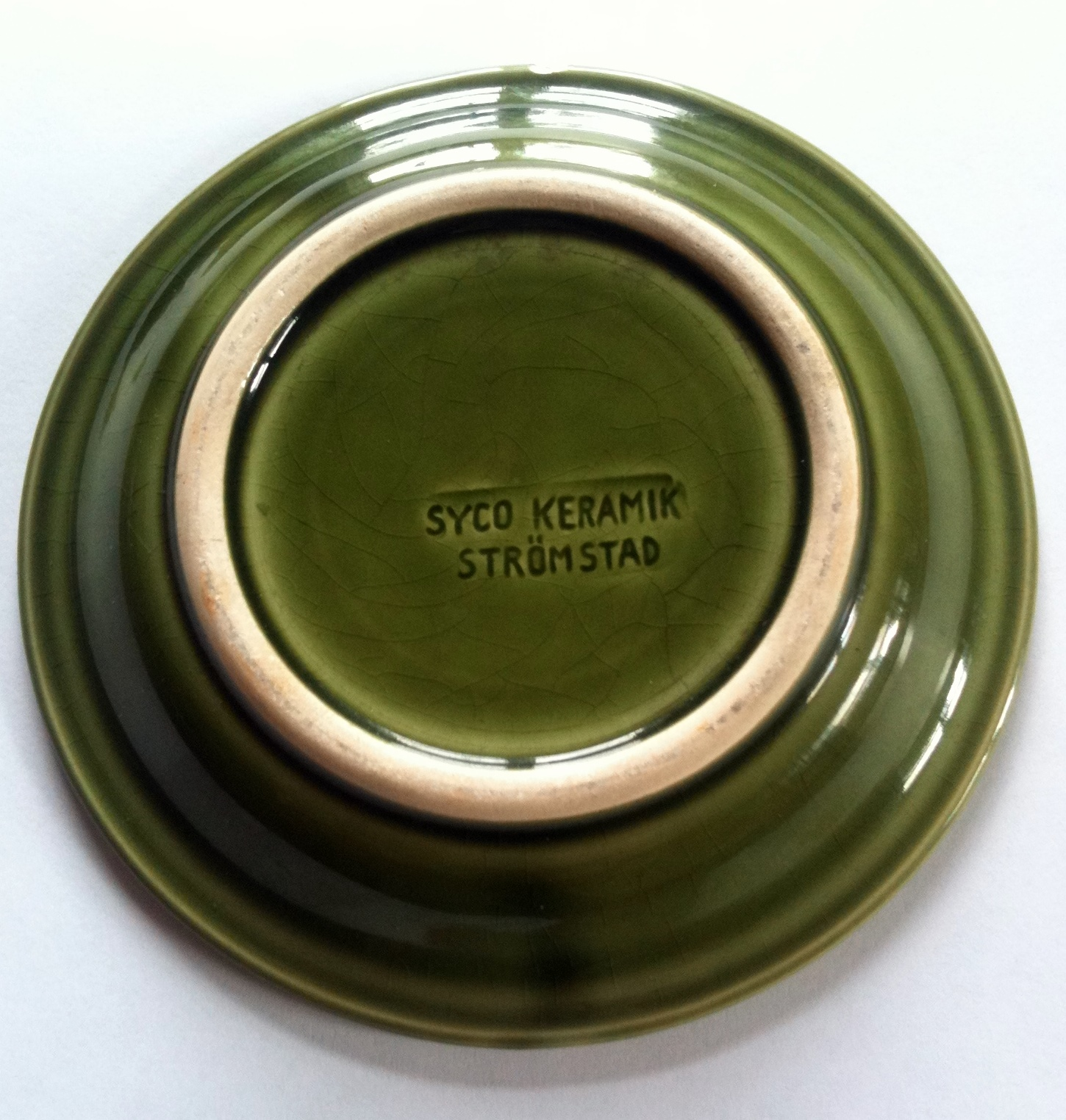
Syco Keramiks märke

Syco Keramik var ett svenskt keramikföretag, startat i november 1945 av Arnold Wiig på Torskholmen i Strömstad. Företaget gick i konkurs 1961. Konkursboet köptes upp av Åke Jaking (tidigare Johansson) och driften fortsatte under namnet Nya Syco (fram till 1969).
Syco Keramik tillverkade initialt "Krukan som andas", vilken blev Syco:s symbol och gjordes i många olika storlekar och modeller. Från 1949 utökades sortimentet med tillverkning av prydnadsföremål och brukskeramik samt en del leksaker i plåt.

## Konstnärer och formgivare
Konstnärer och formgivare som haft knytning till Syco är: Knud Johansen, Joyous Schiöler, Lillemor Petersson, Gerda Lund, Olle Alberius, Siv Jacobs, Fred Säfström, Bruno Karlsson, Anita Nylund-Hedlund och från januari 1968 Sven Östling.